# 1013
1013 (MXIII) fue un año común comenzado en jueves del calendario juliano.

## Acontecimientos
- Invasión danesa de Inglaterra por el rey Sweyn I de Dinamarca. Ethelred II de Inglaterra se exilia en Normandía.
- En el Condado de Castilla, en la ribera del Río Duero, se funda por el conde Castellano Sancho García la Villa de Peñafiel.
- Zawi ibn Ziri toma cargo de la ciudad de Ilbira, que después moverá a una colina próxima donde se fundará el Reino de Granada.

## Nacimientos
- Isaac Alfasi, rabino e intelectual judío marroquí y andalusí.
- Sancha de León, reina consorte de León. Hija de Alfonso V de León y esposa de Fernando I de León.
- Hermann von Reichenau, compositor medieval.
- Riquilda de Polonia, reina consorte de Hungría.

## Fallecimientos
- Albucasis, médico cordobés, considerado el padre de la cirugía moderna.
- Fujiwara no Takatō, cortesano, músico y poeta japonés.
- Guislaberto I de Rosellón, conde de Rosellón.
- Hisham II, califa de Córdoba.
- Mufarriŷ ibn Daghfal ibn al-Ŷarrah, emir, jefe de a tribu Tayy.
- Þorkell Þorgrímsson, caudillo vikingo de Islandia.